# Coupe nord-africaine des vainqueurs de coupe 2008
Navigation
Coupe nord-africaine des vainqueurs de coupe 2009
La Coupe Nord Africaine des vainqueurs de coupe 2008 a vu l'absence du club de Zamalek, vainqueur de la Coupe d'Égypte, Al Masry étant le club remplaçant.

## Tour Préliminaire
| Équipe 1       | Score | Équipe 2      | Aller 27 novembre 2008 | Retour 3 décembre 2008 |
| -------------- | ----- | ------------- | ---------------------- | ---------------------- |
| Maghreb de Fès | 4 - 0 | Khaleej Syrte | 3 - 0                  | 1 - 0                  |

## Demi-finale
| Équipe 1 | Score | Équipe 2       | Aller 18 et 5 décembre 2008 | Retour 24 et 26 décembre 2008 |
| -------- | ----- | -------------- | --------------------------- | ----------------------------- |
| ES Tunis | 5 - 4 | Maghreb de Fès | 4 - 4                       | 1 - 0                         |
| Al Masry | 1 - 2 | JSM Béjaïa     | 1 - 0                       | 0 - 2                         |

## Finale
| Équipe 1 | Score | Équipe 2   | Aller 7 janvier 2009 | Retour 22 janvier 2009 |
| -------- | ----- | ---------- | -------------------- | ---------------------- |
| ES Tunis | 2 - 1 | JSM Béjaïa | 0 - 0                | 2 - 1                  |

| Coupe nord-africaine des vainqueurs de coupe Vainqueur 2008 |
| ----------------------------------------------------------- |
| ES Tunis 1er titre                                          |